# دتمولت
دتمولت (به آلمانی: Detmold) شهری در ایالت نوردراین-وستفالن در کشور آلمان است.